# Pierre Pérignon

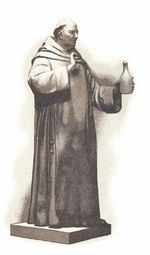
Escultura de Dom Pérignon en la empresa Moët et Chandon.

Dom Pierre Pérignon (Santo-Menehould, Francia; 1638 - Champaña; 14 de septiembre de 1715) fue un monje benedictino francés, abad de Hautvillers y a quien se le atribuye la invención del método para la fabricación del champán (vino espumante fermentado). A este descubrimiento se lo denomina método champenoise.

## Síntesis biográfica

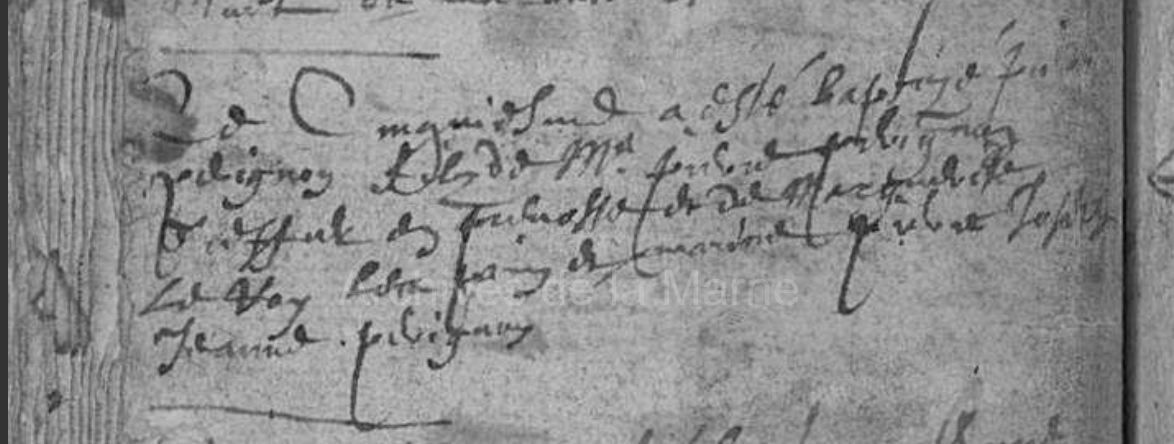
Acto de Dom Pérignon el 5 de enero de 1639

En 1657, cuando Pierre tenía 19 años, decidió ingresar en un convento de monjes benedictinos en la abadía de Saint-Vannes, en la ciudad de Verdún. En el año 1668 es trasladado a la abadía de Hautvelliers, cercana a la ciudad de Épernay, donde fue abad desde ese año y hasta 1715.
Durante toda su estancia allí, y hasta su muerte, se dedicó a la custodia del sótano de la abadía (lugar donde se guardaba la producción de vino). Fue durante su administración que la abadía prosperó y duplicó su producción vinícola. Ahí mismo custodiaban los restos de Santa Elena hasta la Revolución Francesa.
La abadía contaba con viñedos en 12 hectáreas de uva Pinot Noir. Pérignon modificó la organización de las vendimias de la uva, para lograr de vino totalmente blanco. Seleccionó parcelas y perfeccionó el método. 
Como demostración del honor y respeto que los monjes benedictinos tenían por Pierre y su familia, fue que cuando fallecieron, los Dom Pérignon fueron enterrados en una sección del convento que era exclusivamente reservada a los abades.

## Mitos y leyendas
Se dice que cuando Pierre habiendo probado la bebida contenida en una de las botellas estacionadas en el sótano, exclamó (llamando a quienes estaban en sus cercanías): ¡Venid pronto, estoy bebiendo las estrellas!, precisamente aludiendo a las burbujas producidas por la fermentación del vino.

## Método champenoise
No todos los historiadores suelen coincidir en que Dom Pérignon haya sido el descubridor del método champenoise, incluso algunos indican que fue la mejora de una técnica anterior. Sin embargo la mayoría establece que fue en la abadía de Hautvelliers y con la intervención de Pierre, cuando se inicia la historia de esta ya tradicional bebida. Pierre. Publicó las reglas de 11 pasos de "El arte de tratar bien la viña y el vino de Champagne".  